# A kivégzés
A kivégzés  Szőcs Petra 2014-es, magyar-román koprodukcióban készült digitális, színes kisjátékfilmje. Az alkotás meghívást kapott a 2014-es cannes-i fesztivál hivatalos válogatásának rövidfilm-versenyébe.

## A cselekmény
A történet 1990-ben, Kolozsvárott játszódik. Két testvér, Orsi és Örsi kedvenc időtöltése, hogy barátjukkal együtt újra és újra eljátssza a diktátor és felesége televízióban látott, számukra viccesnek ható tárgyalását és kivégzését. Mindeközben elejtett szavakból kiderül, hogy a szüleik válófélben vannak, így az „ország atyja” elvesztésének élménye keveredik a valóságos szülő elvesztésének érzéseivel. A szülők érintkezése minimális a testvérpárral, a család részéről a nagyapa, Tata foglalkozik legtöbbet velük, azonban játékukban ő nem kíván részt venni, inkább egész nap félrevonultan, szobájában üldögélve olvas. A kislányban felgyülemlett feszültség végül egy osztálytársa megsebesítésében tör ki...

## Szereposztás
- Moldován Kató – Orsi
- Fosztó Tamás – Őrsi
- Dancsuly András – Tata
- Dimény Áron – nevelőapa
- Péter Hilda – nevelőanya
- Ilyés Zalán – Roló
- Liliana Derevici – tanítónő

## Stáblista
- Rendező: Szőcs Petra
- Rendezőasszisztens: Bodor Balázs, Bordos Anikó
- Forgatókönyv: Szőcs Petra, Nagy V. Gergő
- Operatőr: Csepeli Eszter
- Colorist: Varga Zsolt Iván
- Vágó: Dunai László, Szalai Dániel
- Jelmez: Szűcs Petra
- Zene: Szőcs Márton
- Hang: Böhm Dániel, Pór András, Várhegyi Rudolf
- Producer: Csere Ágnes, Angelusz Iván
- Koproducer: Rajna Gábor
- Gyártó: Merkelfilm, Katapult Film Kft.
- Koprodukciós partner: Laokoon Film Arts Kft., Argo Audiovizuális Egyesület (Asociatia Audiovizuala Argo)[3][4]

## Technikai adatok
- Hossza: 14 perc
- Kép: színes, HD digitális
- Képformátum: 16:9

## A film
A kisjátékfilm címét és hátterét adó politikai esemény, Elena és Nicolae Ceaușescu házaspár kivégzése. A film a megfelelő szereplők keresésével és válogatásával közel három évig készült, közben a forgatókönyv is többször átdolgozásra került. A végső változathoz végül is a dévai ferences rendi alapítvány nevelőotthonában találták meg a főszerepet alakító Katót; Tata figuráját pedig a rendező nagyapja alakította, aki maga is részt vett a gyermekszereplők válogatásában.
A forgatókönyvben eredetileg örökbefogadott testvérpárról volt szó (a sajtóelőzetesek többségében így is szerepel), a végleges változatban azonban vér szerinti gyermekek lettek, hogy a sok erős téma mellett (rendszerváltás, családi dráma, válás, megcsalás) ez a szál ne tegye zsúfoltabbá a történetet.

## Elismerések, díjak
- 2014: jelölés – Arany Pálma (Cannes-i Fesztivál)
- 2014: díj – zsűri különdíja (Szarajevói Filmfesztivál)